# Surf ai Giochi della XXXII Olimpiade - Shortboard femminile
La gara del shortboard femminile dei Giochi della XXXII Olimpiade si è svolta tra il 25 e il 27 luglio 2021. A causa di una tempesta tropicale le finali del surf olimpico, precedentemente previste per mercoledì 28 luglio, sono state anticipate di un giorno. Hanno partecipato 20 atleti.
La gara è stata vinta dalla statunitense Carissa Moore.

## Formato
La competizione si compone di sei round:
- Round 1: 5 batterie da 4 surfisti ciascuna; i primi 2 di ogni batteria (10 in totale) passano al round 3 mentre gli altri 2 di ogni batteria (10 in totale) passano al round 2 (essenzialmente un ripescaggio)
- Round 2: 2 batterie da 5 surfisti ciascuna; i primi 3 di ogni batteria (6 in totale) passano al round 3 mentre gli altri 2 di ogni batteria (4 in totale) vengono eliminati
- Round 3: la competizione testa a testa inizia con questo round di 16 (8 batterie di 2 surfisti ciascuna; il vincitore avanza, il perdente eliminato)
- Quarti di finale
- Semifinali
- Partita finale e medaglia di bronzo

La durata di ogni batteria (da 20 a 35 minuti) e il numero massimo di onde che ogni surfista può cavalcare sono determinati dal direttore tecnico prima del giorno della gara. Il punteggio per ogni onda va da 0 a 10, con le migliori due onde per ogni surfista che contano. I punteggi si basano sulla difficoltà delle manovre eseguite, sull'innovazione e sulla progressione, sulla varietà, sulla combinazione, sulla velocità, sulla potenza e sul flusso di ciascuna manovra. 

## Programma
| Data           | Ora (UTC+9) | Turno            |
| -------------- | ----------- | ---------------- |
| 25 luglio 2021 | 08:30       | Round 1          |
| 25 luglio 2021 | 08:30       | Round 2          |
| 26 luglio 2021 | 08:30       | Round 3          |
| 27 luglio 2021 | 09:00       | Quarti di finale |
| 27 luglio 2021 | 09:00       | Semifinali       |
| 27 luglio 2021 | 08:30       | Finale           |

## Risultati

### Round 1
Il primo round è di non eliminazione. I surfisti saranno testati in cinque batterie di quattro surfisti ciascuna, con i primi due surfisti che avanzeranno direttamente al Round 3. I due ultimi surfisti saranno selezionati per il Round 2, il primo round di eliminazione. 

#### Batteria 1
| Pos. | Surfer          | Nazionalità | Totale | Note |
| ---- | --------------- | ----------- | ------ | ---- |
| 1    | Carissa Moore   | Stati Uniti | 11.74  | R3   |
| 2    | Teresa Bonvalot | Portogallo  | 9.80   | R3   |
| 3    | Dominic Barona  | Ecuador     | 7.66   | R2   |
| 4    | Daniella Rosas  | Perù        | 7.50   | R2   |

#### Batteria 2
| Pos. | Surfer            | Nazionalità | Totale | Note |
| ---- | ----------------- | ----------- | ------ | ---- |
| 1    | Sally Fitzgibbons | Australia   | 12.50  | R3   |
| 2    | Brisa Hennessy    | Costa Rica  | 12.20  | R3   |
| 3    | Bianca Buitendag  | Sudafrica   | 11.44  | R2   |
| 4    | Mahina Maeda      | Giappone    | 9.20   | R2   |

#### Batteria 3
| Pos. | Surfer            | Nazionalità | Totale | Note |
| ---- | ----------------- | ----------- | ------ | ---- |
| 1    | Stephanie Gilmore | Australia   | 14.50  | R3   |
| 2    | Silvana Lima      | Brasile     | 12.13  | R3   |
| 3    | Pauline Ado       | Francia     | 9.17   | R2   |
| 4    | Anat Lelior       | Israele     | 7.77   | R2   |

#### Batteria 4
| Pos. | Surfer              | Nazionalità | Totale | Note |
| ---- | ------------------- | ----------- | ------ | ---- |
| 1    | Tatiana Weston-Webb | Brasile     | 11.33  | R3   |
| 2    | Johanne Defay       | Francia     | 10.60  | R3   |
| 3    | Sofía Mulanovich    | Perù        | 7.80   | R2   |
| 4    | Amuro Tsuzuki       | Giappone    | 6.99   | R2   |

#### Batteria 5
| Pos. | Surfer            | Nazionalità   | Totale | Note |
| ---- | ----------------- | ------------- | ------ | ---- |
| 1    | Caroline Marks    | Stati Uniti   | 13.40  | R3   |
| 2    | Ella Williams     | Nuova Zelanda | 9.70   | R3   |
| 3    | Leilani McGonagle | Costa Rica    | 9.64   | R2   |
| 4    | Yolanda Hopkins   | Portogallo    | 9.24   | R2   |

### Round 2
I primi tre surfisti di ogni batteria nel Round 2 avanzano al Round 3. I due ultimi surfisti di ogni batteria vengono eliminati. 

#### Batteria 1
| Pos. | Surfer            | Nazionalità | Totale | Note |
| ---- | ----------------- | ----------- | ------ | ---- |
| 1    | Amuro Tsuzuki     | Giappone    | 11.60  | R3   |
| 2    | Bianca Buitendag  | Sudafrica   | 10.40  | R3   |
| 3    | Mahina Maeda      | Giappone    | 9.63   | R3   |
| 4    | Leilani McGonagle | Costa Rica  | 9.63   | E    |
| 5    | Dominic Barona    | Ecuador     | 8.87   | E    |

#### Batteria 2
| Pos. | Surfer           | Nazionalità | Totale | Note |
| ---- | ---------------- | ----------- | ------ | ---- |
| 1    | Yolanda Hopkins  | Portogallo  | 12.23  | R3   |
| 2    | Pauline Ado      | Francia     | 9.66   | R3   |
| 3    | Sofía Mulanovich | Perù        | 9.36   | R3   |
| 4    | Anat Lelior      | Israele     | 8.93   | E    |
| 5    | Daniella Rosas   | Perù        | 8.14   | E    |

### Round 3
Il vincitore di ogni batteria testa a testa si qualifica ai quarti di finale. 
| Pos. | Surfer              | Nazionalità   | Totale | Note |
| ---- | ------------------- | ------------- | ------ | ---- |
| 1    | Bianca Buitendag    | Sudafrica     | 13.93  | QF   |
| 2    | Stephanie Gilmore   | Australia     | 10.00  | E    |
|      |                     |               |        |      |
| 1    | Yolanda Hopkins     | Portogallo    | 10.84  | QF   |
| 2    | Johanne Defay       | Francia       | 9.40   | E    |
|      |                     |               |        |      |
| 1    | Brisa Hennessy      | Costa Rica    | 12.00  | QF   |
| 2    | Ella Williams       | Nuova Zelanda | 7.73   | E    |
|      |                     |               |        |      |
| 1    | Caroline Marks      | Stati Uniti   | 15.33  | QF   |
| 2    | Mahina Maeda        | Giappone      | 7.34   | E    |
|      |                     |               |        |      |
| 1    | Carissa Moore       | Stati Uniti   | 10.34  | QF   |
| 2    | Sofía Mulánovich    | Perù          | 9.90   | E    |
|      |                     |               |        |      |
| 1    | Silvana Lima        | Brasile       | 12.17  | QF   |
| 2    | Teresa Bonvalot     | Portogallo    | 7.50   | E    |
|      |                     |               |        |      |
| 2    | Tatiana Weston-Webb | Brasile       | 9.00   | E    |
| 1    | Amuro Tsuzuki       | Giappone      | 10.33  | QF   |
|      |                     |               |        |      |
| 1    | Sally Fitzgibbons   | Australia     | 10.86  | QF   |
| 2    | Pauline Ado         | Francia       | 9.03   | E    |

### Quarti di finale
Il vincitore di ogni testa a testa si qualifica per le semifinali.
| Rank | Surfer            | Nation      | Total score | Notes |
| ---- | ----------------- | ----------- | ----------- | ----- |
| 1    | Bianca Buitendag  | Sudafrica   | 9.50        | SF    |
| 2    | Yolanda Hopkins   | Portogallo  | 5.46        | E     |
|      |                   |             |             |       |
| 1    | Caroline Marks    | Stati Uniti | 12.50       | SF    |
| 2    | Brisa Hennessy    | Costa Rica  | 6.83        | E     |
|      |                   |             |             |       |
| 1    | Carissa Moore     | Stati Uniti | 14.26       | SF    |
| 2    | Silvana Lima      | Brasile     | 8.30        | E     |
|      |                   |             |             |       |
| 1    | Amuro Tsuzuki     | Giappone    | 13.27       | SF    |
| 2    | Sally Fitzgibbons | Australia   | 11.67       | E     |

### Semifinali
Il vincitore di ogni testa a testa avanza alla fina per la medaglia d'oro. I perdenti, invece, avanzano alla finale per la medaglia di bronzo.
| Pos. | Surfista         | Nazionalità | Totale | Note |
| ---- | ---------------- | ----------- | ------ | ---- |
| 1    | Bianca Buitendag | Sudafrica   | 11.00  | F    |
| 2    | Caroline Marks   | Stati Uniti | 3.67   | BMM  |
|      |                  |             |        |      |
| 1    | Carissa Moore    | Stati Uniti | 8.33   | F    |
| 2    | Amuro Tsuzuki    | Giappone    | 7.43   | BMM  |

### Finale per la medaglia di bronzo
| Pos. | Surfista       | Nazionalità | Totale | Note |
| ---- | -------------- | ----------- | ------ | ---- |
| 4    | Caroline Marks | Stati Uniti | 4.26   |      |
|      | Amuro Tsuzuki  | Giappone    | 6.80   |      |

### Finale per la medaglia d'oro
| Pos. | Surfista         | Nazionalità | Totale | Note |
| ---- | ---------------- | ----------- | ------ | ---- |
|      | Bianca Buitendag | Sudafrica   | 8.46   |      |
|      | Carissa Moore    | Stati Uniti | 14.93  |      |